# Tagetes verticillata
Tagetes verticillata là một loài thực vật có hoa trong họ Cúc. Loài này được Lag. & Rodr. miêu tả khoa học đầu tiên năm 1802.